# Saint-Germain-de-la-Lieue
Saint-Germain-de-la-Lieue est une ancienne commune française du département du Calvados et la région Normandie, intégrée à Saint-Martin-des-Entrées depuis 1818.

## Toponymie
Le nom de la localité est attesté sous les formes Sanctus Germanus de Leuca et Sanctus Germanus de Leuga en 1235, Sanctus Germanus de la Leu en 1417, Saint Germain de la Lue en 1460, Saint Germain la Lieue au XVIIIe siècle sur la carte de Cassini, Saint-Germain-de-la-Lieurre et Saint-Germain-de-la-Lieue en 1801.
Saint-Germain-de-la-Lieue est situé à une lieue de Bayeux, d’où son nom.

## Histoire
En 1818, Saint-Germain-de-la-Lieue est rattachée à Saint-Martin-des-Entrées.

## Démographie
| 1793 | 1800 | 1806 |
| ---- | ---- | ---- |
| 310  | 270  | 320  |